# 堀江正規
堀江 正規（ほりえ まさのり、1911年12月19日 - 1975年4月10日）は、経済学者、社会運動家。　
三重県出身。1930年日本共産党の機関紙活動で検挙され立教大学を中退。読売新聞社勤務などをへて世界経済研究所理事、労働者教育協会理事。1972年日本福祉大学教授。「労働組合運動の理論」などを編集。

## 著書
- 『合理化 現代資本主義と労働者階級』労働経済社 1961
- 『日本の労働者階級』1962 岩波新書
- 『解説 労働組合=その過去,現在,未来』学習の友社 1976
- 『堀江正規著作集』全7巻　大月書店 1977

### 共編
- 『労働組合講座』天達忠雄,大友福夫共編 五月書房 1954
- 『日本の貧困地帯』編 新日本新書 1969
- 『貧困化と労働組合運動』荒堀広共編 新日本新書 1970

### 翻訳
- L.I.フレイ『資本主義諸国の国際決済と貿易金融』朝野勉共訳 東洋経済新報社 1957
- エヴゲニー・ヴァルガ『資本主義経済学の諸問題』村田陽一共訳 岩波書店 1966

## 注
1. ↑  日本人名大辞典